# 二塘乡 (化隆县)
二塘乡，是中华人民共和国青海省海东市化隆回族自治县下辖的一个乡镇级行政单位。

## 行政区划
二塘乡下辖以下地区：
二塘村、工哇滩一村、工哇滩二村、尼昂村、香里胡拉村、上滩村、格许村、角扎村、庄子湾村、红牙合村、隆欠村、尕什加村、二塘沟村、尕吾山村、科却村、大塘村和三塘村。